# Вотермен (Іллінойс)
Вотермен (англ. Waterman) — селище (англ. village) в США, в окрузі Декальб штату Іллінойс. Населення — 1433 особи (2020).

## Географія
Вотермен розташований за координатами 41°45′56″ пн. ш. 88°45′47″ зх. д. / 41.76556° пн. ш. 88.76306° зх. д. (41.765690, -88.763057).  За даними Бюро перепису населення США в 2010 році селище мало площу 3,83 км², з яких 3,82 км² — суходіл та 0,00 км² — водойми.

## Демографія
Згідно з переписом 2010 року, у селищі мешкало 1506 осіб у 554 домогосподарствах у складі 403 родин. Густота населення становила 394 особи/км².  Було 599 помешкань (157/км²).
Расовий склад населення:
| - 94,5 % — білих - 1,5 % — чорних або афроамериканців - 0,8 % — азіатів - 0,5 % — корінних американців |

До двох чи більше рас належало 1,9 %. Частка іспаномовних становила 6,1 % від усіх жителів.
За віковим діапазоном населення розподілялося таким чином: 29,2 % — особи молодші 18 років, 62,4 % — особи у віці 18—64 років, 8,4 % — особи у віці 65 років та старші. Медіана віку мешканця становила 33,7 року. На 100 осіб жіночої статі у селищі припадало 94,1 чоловіків;  на 100 жінок у віці від 18 років та старших — 98,9 чоловіків також старших 18 років.
Середній дохід на одне домашнє господарство  становив 72 426 доларів США (медіана — 66 172), а середній дохід на одну сім'ю — 78 792 долари (медіана — 76 250). Медіана доходів становила 51 094 долари для чоловіків та 35 677 доларів для жінок. За межею бідності перебувало 8,8 % осіб, у тому числі 12,0 % дітей у віці до 18 років та 2,4 % осіб у віці 65 років та старших.
Цивільне працевлаштоване населення становило 792 особи. Основні галузі зайнятості: освіта, охорона здоров'я та соціальна допомога — 28,4 %, роздрібна торгівля — 12,1 %, мистецтво, розваги та відпочинок — 11,2 %, виробництво — 11,1 %.